# Eriospermum patentiflorum
Eriospermum patentiflorum är en sparrisväxtart som beskrevs av Rudolf Schlechter. Eriospermum patentiflorum ingår i släktet Eriospermum och familjen sparrisväxter. Inga underarter finns listade i Catalogue of Life.